# منتخب هولندا لكرة اليد للسيدات
منتخب هولندا لكرة اليد للسيدات هو الممثل الرسمي لهولندا في رياضة كرة اليد. شارك في بطولة العالم لكرة اليد للسيدات 11 مرة وكانت المشاركة الأولى في سنة 1971، كان أفضل مركز له فيها هو الثاني. شارك في كرة اليد في الألعاب الأولمبية الصيفية مرة واحدة وكانت تلك المشاركة في سنة 2016. شارك في بطولة أوروبا لكرة اليد للسيدات 6 مرات وكانت المشاركة الأولى في سنة 1998، كان أفضل مركز له فيها هو الثاني.